# Mats Odenkarl
Mats Odenkarl, död på 1400-talet, var en svensk häradshövding.

## Biografi
Mats Odenkarl var väpnare och var från 1432 till 1453 häradshövding i Lysings härad och Dals härad. Han anlita 1453 Lars Gotskalksson (Hjortösläkten) som vikarie.